# Chapelle des Carmes (Rennes)
La chapelle des Carmes de Rennes est l'ancienne chapelle du couvent des Carmes déchaussés de Rennes, commune de Rennes, en Ille-et-Vilaine, devenue aujourd'hui église évangélique du Thabor. 

## Localisation
La chapelle de trouve à Rennes, à l'est du centre-ville et au sud du parc du Thabor. Elle est située au numéro 13 de la rue Martenot (appelée de Belair jusqu'en 1906).

## Histoire

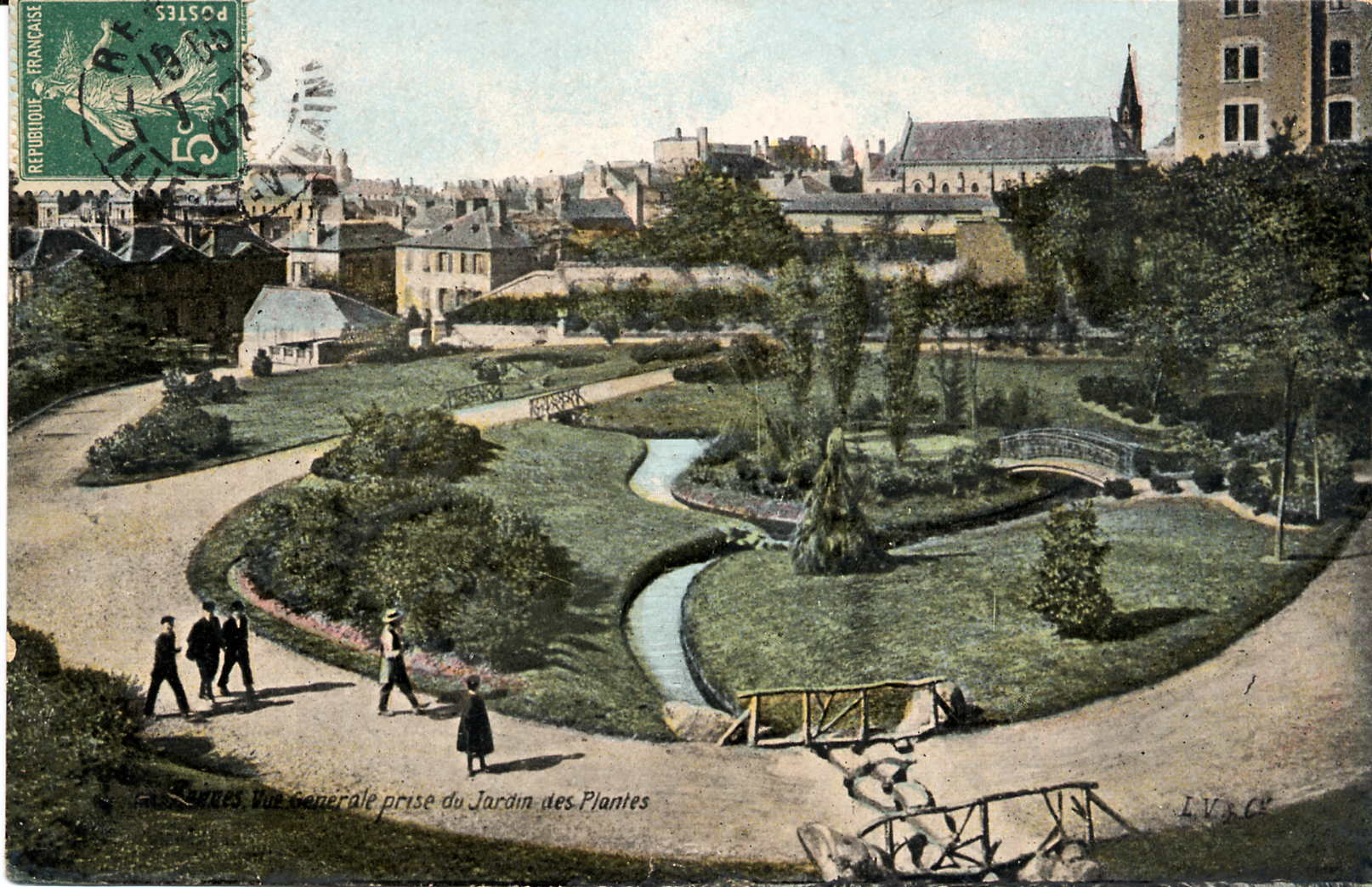
Chapelle vue depuis le parc du Thabor vers 1900.

Chassés par la Révolution, les Carmes déchaux ne revinrent à Rennes qu'en 1856, s'établissant d'abord rue de Fougères puis rue de Paris, le temps d'entreprendre, à partir de 1860, la construction de leur couvent Notre-Dame de Toutes Grâces dont ne subsiste aujourd'hui que la chapelle. Cet édifice, dédiée à l'Immaculée Conception, a été bénit le 5 avril 1867 par Monseigneur Brossay-Saint-Marc, archevêque de Rennes. Le 20 octobre 1880 les Carmes sont expulsés pour n'avoir pas satisfait à l'obligation d'autorisation découlant des décrets du 28 mars 1880 sur les congrégations religieuses. Le couvent est converti en école libre de garçons tandis que la chapelle reste longtemps abandonnée.
La chapelle a été utilisée pour les offices de la Wehrmacht durant l'Occupation allemande.
Acquise en 1998 par l'Église protestante évangélique, la chapelle est rénovée de 2002 à 2015.

## Architecture
Le Chanoine Brune a donné les plans de la chapelle édifiée par l'entrepreneur Huchet. 

### Extérieur
La chapelle des Carmes participe du style néo-gothique archéologique imitant les constructions religieuses françaises du début du XIIIe. La structure intérieure du bâtiment est aisément lisible de l'extérieur. 

#### Façades latérales
L'édifice s'organise autour d'un haut vaisseau de cinq travées à deux étages, accosté de chapelles, qui se termine par un chœur composé d'une travée et d'une abside pentagonale. La partition entre nef dévolue aux fidèles et espace sacerdotal est détectable au niveau des cinquième et sixième travées, les ouvertures de l'étage haut passant de simples fenêtres ogivales à des baies jumelées sommées d'un hexalobe. Ces dernières ouvertures font écho aux petites roses percées dans les murs des chapelles. Les façades latérales sont rythmées au rez-de-chaussée par des pilastres et à l'étage par des contreforts à deux ressauts. Il n'y a pas d'arc boutant et deux corniches à modillons couronnent les costales des chapelles et nef couvertes de hauts toits en ardoises.

#### Façade principale
Seule la façade principale, au sud, présente véritablement un intérêt architectural. Encore s'agit-il d'un laborieux patchwork associant divers éléments d'architecture locale avec des œuvres présentées par le Dictionnaire raisonné de l’architecture française du XIe au XVIe siècle de Viollet-le-Duc, les proportions de l'ensemble concourant à l'impression d'un édifice s'étirant démesurément vers le haut.

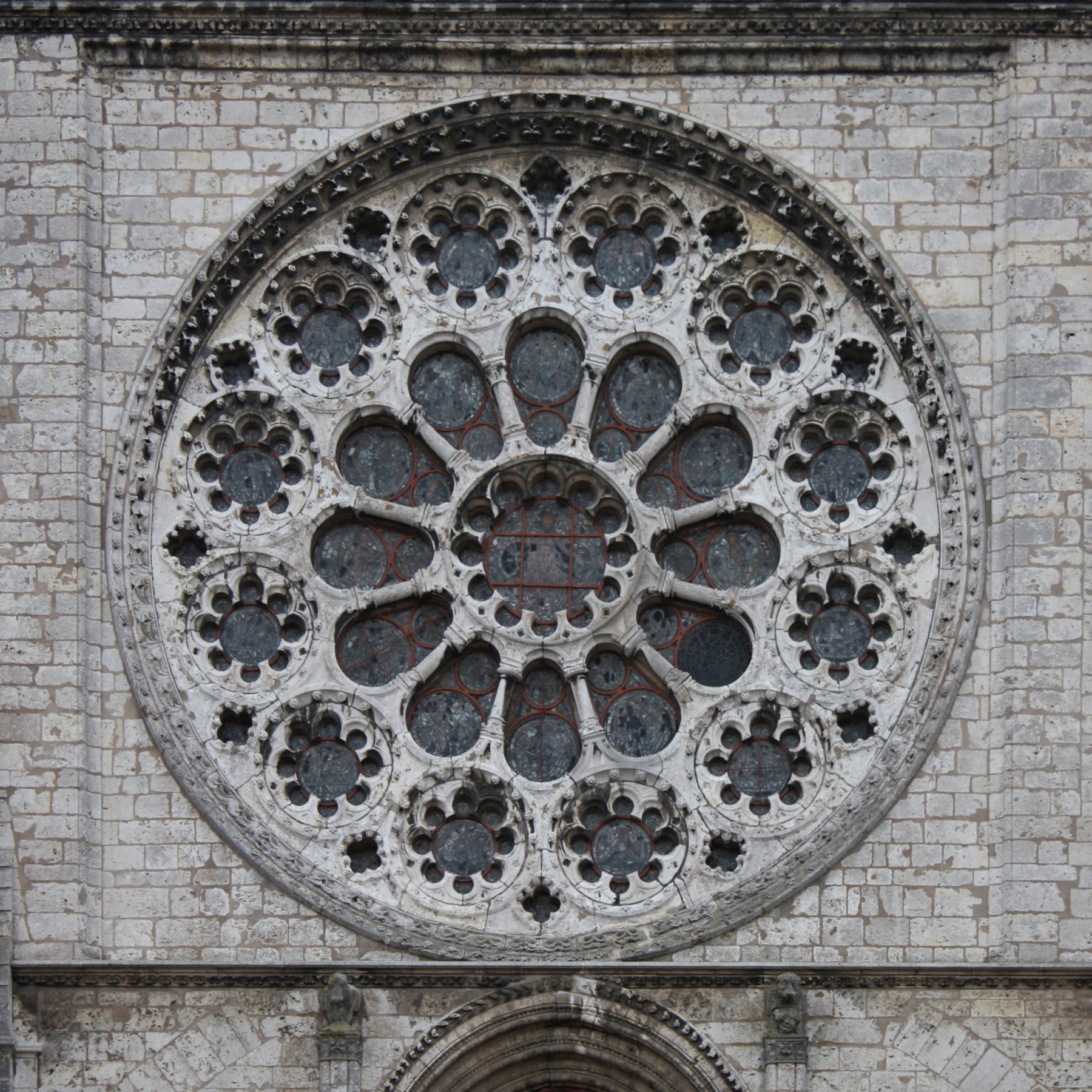
Rosace de la façade ouest de Notre-Dame de Chartres.
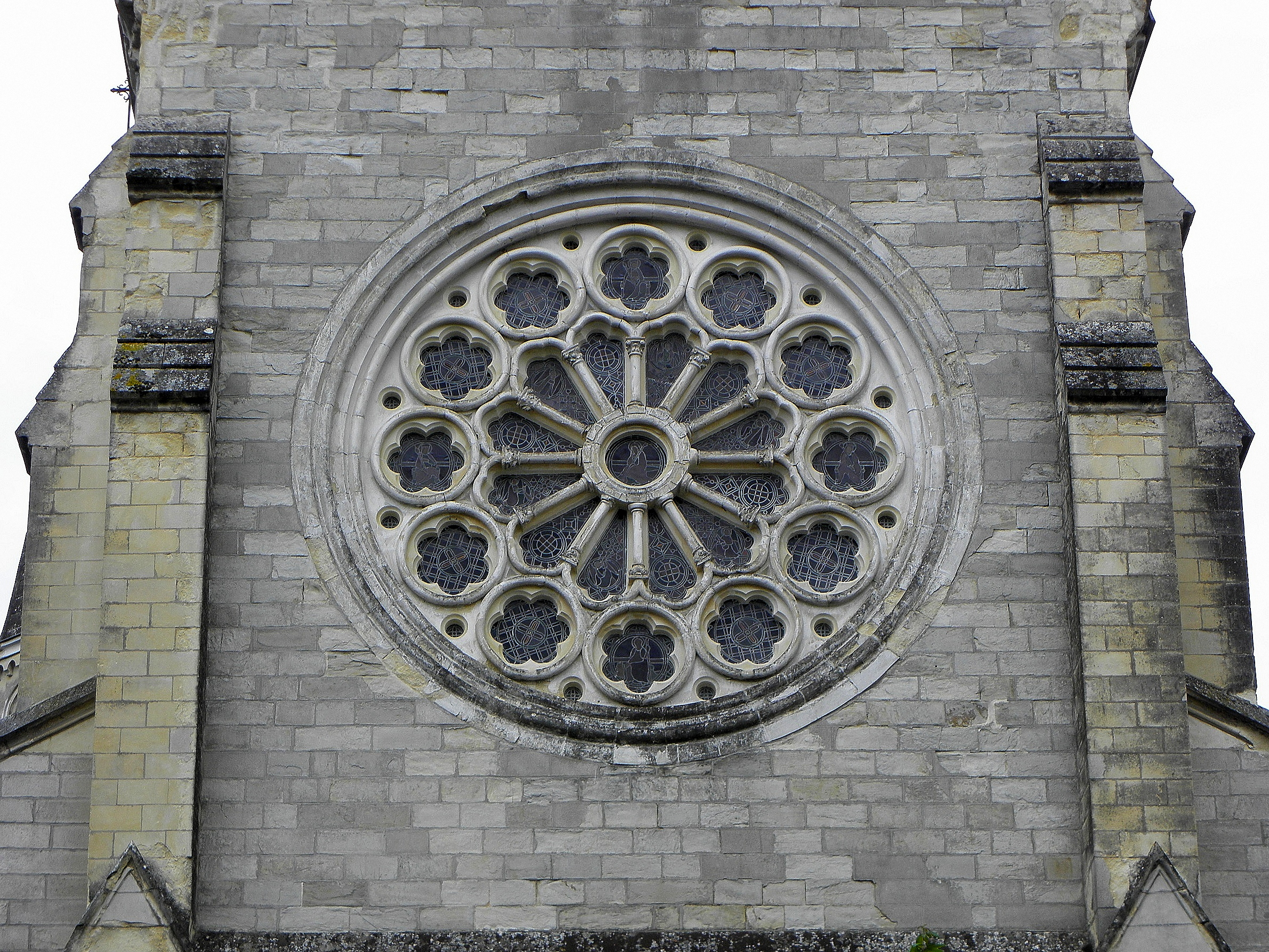
Rosace de la façade principale de la chapelle des Carmes.

La rosace s'inspire ainsi de celle de la façade occidentale de la cathédrale de Chartres et le portail est la copie servile de celui de la collégiale de Montréal si ce n'est le médaillon ornant le tympan et représentant Notre-Dame du Mont-Carmel.

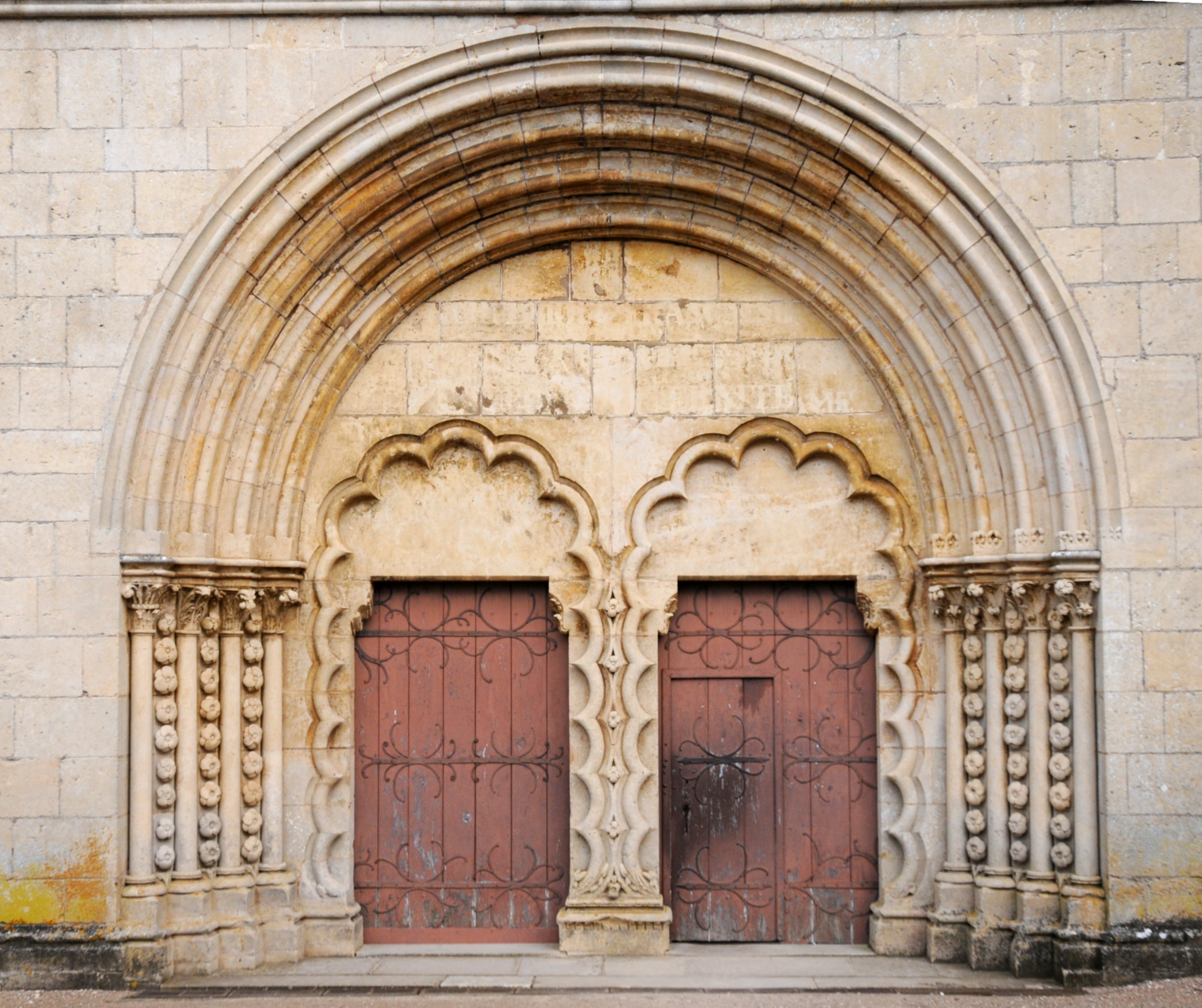
Portail occidental de la collégiale de Montréal.
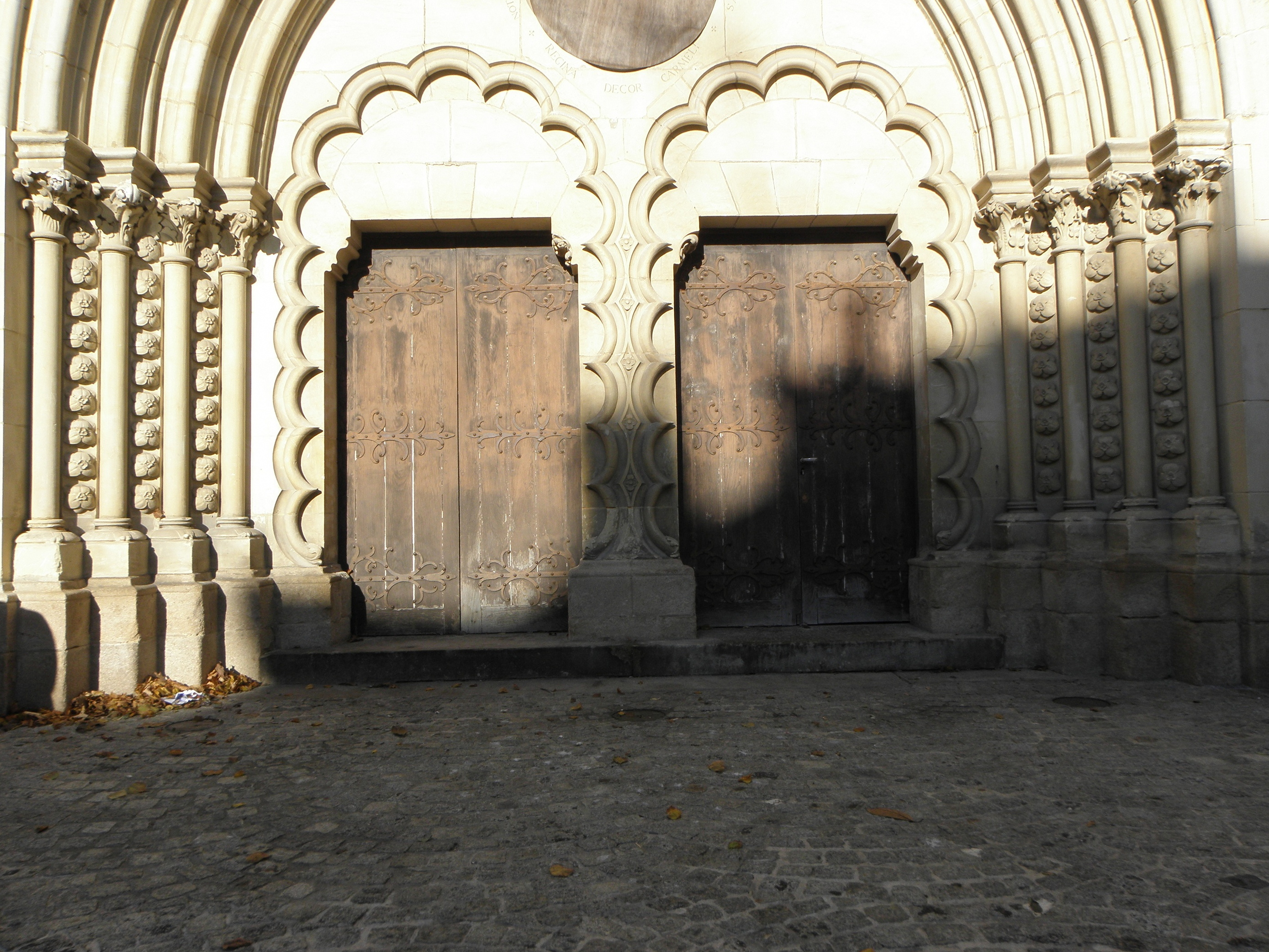
Portail de la chapelle des carmes à Rennes.

### Intérieur

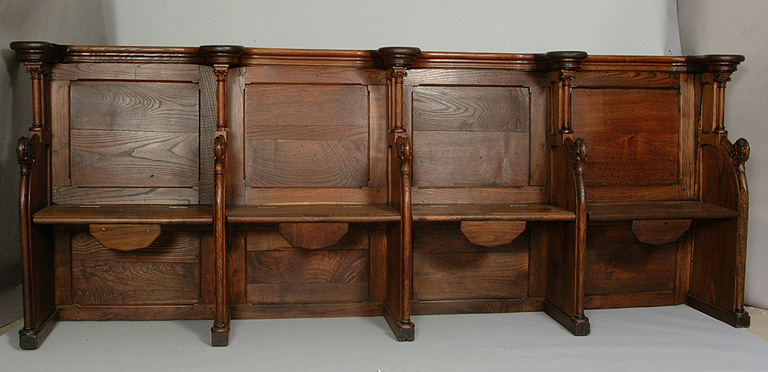
Stalles de la chapelle, conservées au musée de Bretagne.

Les sculptures sont l’œuvre de Jean-Marie Valentin et les vitraux du maître-verrier Lobin de Tours.